# کشتی‌چسب
کَشتی‌چَسب یا سرخاب نام گروهی از جانوران بندپا از فُروردهٔ مژه‌پایان (Cirripedia) است که به زیرشاخه سخت‌پوستان، رده آرواره‌پایان (Maxillopoda) تعلق دارد و بنابراین از بستگان دور خرچنگ‌های دریایی به‌شمار می‌آید. کشتی‌چسب‌ها از جمله مهم‌ترین و فراوان‌ترین جانوران چسبنده بسترهای سخت به‌ویژه در نواحی جزر و مدی هستند.
کشتی‌چسب در جنوب ایران با نام گِشر شناخته می‌شود. کندن گشرهای چسبیده به بدنه کشتی‌ها با ابزاری به نام مُگاشر انجام می‌گیرد. به دلیل برنده بودن و سخت بودن کندن گشر، در فرهنگ جنوب ایران به افراد پیگیر و مصر به اصطلاح گشر گفته می‌شود. در جنوب سیستان و بلوچستان به کشتی چسب‌ها کَرُم گفته می‌شود.
کشتی‌چسب‌ها با خرچنگ و شاه‌میگو مرتبط هستند و دارای لاروهای موسوم به «ناپیلوس» مشابهی هستند. کشتی‌چسب‌ها منحصراً بی‌مهرگان دریایی هستند. بسیاری از گونه‌ها در آب‌های کم عمق و جزر و مدی زندگی می‌کنند. حدود ۲۱۰۰ گونه از آنها توصیف شده است.
کشتی‌چسب گردش خون بازدارد، یعنی خون از انتهای باز بعضی از رگ‌هایش خارج می‌شود و در میان سلول‌ها جریان پیدا می‌کند پس نقش خون، لنف و مایع بین سلولی را دارد و همولنف نامیده می‌شود.
کشتی‌چسب‌های بالغ ناجنبنده هستند. بیشتر آنها پالیده‌خوارانی با پوسته‌های سخت آهکی هستند، اما ریشه‌سران انگل‌های تخصصی سخت‌پوستان دیگر با بدن‌های کوچک‌تر هستند. کشتی‌چسب‌ها حداقل از اواسط کربنیفر، حدود ۳۲۵ میلیون سال پیش وجود داشته‌اند.
در فولکلور، زمانی تصور می‌شد که غاز گونه‌سفید به‌طور کامل از کشتی‌چسب غازی بیرون می‌آید. هم کشتی‌چسب‌های غازی و هم کشتی‌چسب غول‌پیکر شیلی صید و خورده می‌شوند. کشتی‌چسب‌ها از نظر اقتصادی به عنوان زیست‌چسب بر روی کشتی‌ها مهم هستند، جایی که باعث نیروی پسار هیدرودینامیکی می‌شوند و کارایی را کاهش می‌دهند.

## توصیف

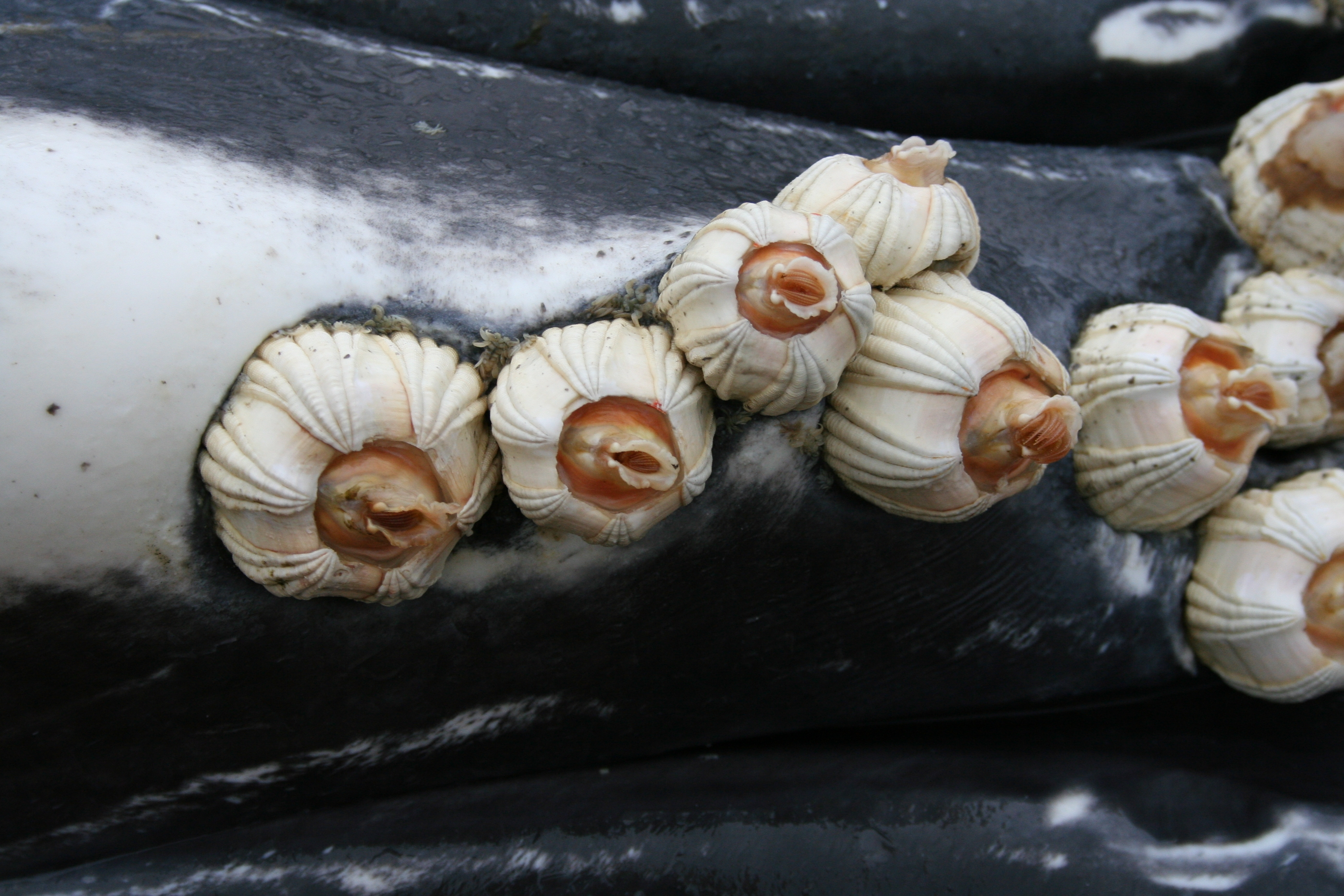
نهنگ‌چسب بر روی یک نهنگ گوژپشت.

بیشتر کشتی‌چسب‌ها به سطوح سختی مثل سنگ، صدف یا بدنه کشتی‌ها می‌چسبند. برخی هم به جانورانی مثل نهنگ می‌چسبند که در آن حالت نهنگ‌چسب نامیده می‌شوند. نوع رایج آنها، کشتی‌چسب‌های بی‌ساقه، ثابت هستند و پوسته خود را مستقیماً روی سطح می‌سازند، در حالی که کشتی‌چسب‌های غازی با یک ساقه به سطح متصل می‌شوند.

## کالبدشناسی

کالبدشناسی یک کشتی‌چسب بی‌ساقه

بدن کشتی‌چسب از یک پوشش سخت با شش صفحه آهکی تشکیل شده است که یک درپوش چهار صفحه‌ای روی آن قرار دارد. این جانور در داخل پوشش خود به صورت وارونه قرار گرفته و پاهایش به سمت پایین است. بدن کشتی‌چسب تقریباً به‌طور مساوی به سر و سینه تقسیم می‌شود و شکم کوچکی دارد یا اصلاً ندارد. کشتی‌چسب‌های بالغ زائده‌های کمی روی سر خود دارند و تنها یک جفت شاخک به غده‌ای که ماده چسبنده تولید می‌کند، متصل است. هشت جفت پای سینه‌ای آن‌ها که سیری نامیده می‌شوند، پردار و بسیار بلند هستند. سیری‌ها برای گرفتن غذا، مثل پلانکتون، از آب و بردن آن به سمت دهان استفاده می‌شوند.
کشتی‌چسب‌های بی‌ساقه با استفاده از غدد سیمانی که در پایه اولین جفت شاخک‌هایشان قرار دارند، به سطوح می‌چسبند. در واقع، آنها با پیشانی خود به صورت وارونه به سطح می‌چسبند. در برخی از کشتی‌چسب‌ها، غدد سیمانی به یک ساقه بلند و عضلانی متصل هستند، اما در بیشتر آنها بخشی از یک غشای صاف یا صفحه کلسیفیه شده هستند. این غدد نوعی سیمان طبیعی بسیار قوی تولید می‌کنند که از پروتئین‌های پیچیده و مواد دیگری مثل کلسیم تشکیل شده است. این سیمان به قدری قوی است که می‌تواند در برابر نیروی کششی بسیار بالا مقاومت کند.
کشتی‌چسب‌ها قلب واقعی ندارند، اما یک حفره نزدیک مری آن‌ها عملکردی مشابه قلب دارد و خون را با کمک تعدادی ماهیچه پمپاژ می‌کند. سیستم گردش خون آنها بسیار ساده است. همچنین، آنها آبشش ندارند و اکسیژن را از طریق سیری‌ها و سطح بدن خود از آب جذب می‌کنند. اندام‌های دفعی کشتی‌چسب‌ها غدد فک بالا هستند.
حس بَساوایی (لامسه)، حس اصلی کشتی‌چسب‌ها به نظر می‌رسد و موهای روی پاهای آن‌ها بسیار حساس هستند. آنها سه گیرنده نوری دارند که یکی در وسط و دو تا در طرفین قرار دارند. این گیرنده‌ها به تغییرات نور واکنش نشان می‌دهند و باعث می‌شوند در صورت کاهش ناگهانی نور، کشتی‌چسب‌ها فعالیت خود را متوقف کرده و درپوش خود را ببندند. این گیرنده‌های نوری احتمالاً فقط می‌توانند تفاوت بین روشنایی و تاریکی را تشخیص دهند.

## چرخهٔ زندگی
کشتی‌چسب‌ها دو مرحله لاروی دارند: ناپلیوس و سیپریس.

### لارو ناپلیوس
از تخم‌های بارور شده بیرون می‌آید. یک چشم، سر و دم دارد، اما سینه و شکم ندارد. شش بار پوست‌اندازی می‌کند و در هر مرحله کمی تغییر می‌کند تا به مرحله سیپریس برسد. در ابتدا توسط والدین نگهداری می‌شود و پس از اولین پوست‌اندازی، آزادانه در آب شنا می‌کند.

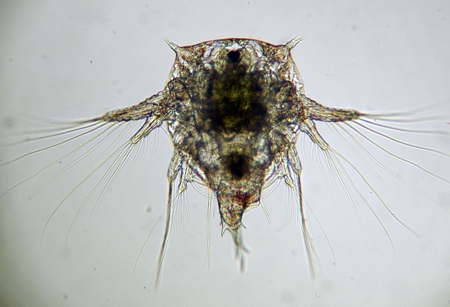
لارو ناپلیوس Elminius modestus
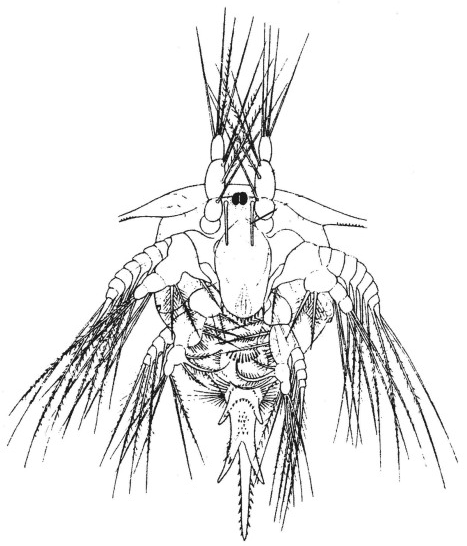
ناپلیوس با شاخ‌های پیشانی-جانبی

### لارو سیپریس
آخرین مرحله لاروی است و تغذیه نمی‌کند. وظیفه‌اش پیدا کردن جای مناسب برای زندگی است، چون کشتی‌چسب‌های بالغ نمی‌توانند حرکت کنند. این مرحله چند روز تا چند هفته طول می‌کشد. لارو با شاخک‌هایش سطوح مختلف را بررسی می‌کند و وقتی جای مناسب را پیدا کرد، با استفاده از شاخک‌ها و یک ماده چسبناک، خودش را به سطح می‌چسباند. لاروها سطوح را بر اساس جنس، مواد شیمیایی، میزان خیسی، رنگ و وجود یا عدم وجود میکروب‌ها ارزیابی می‌کنند. اگر کشتی‌چسب‌های دیگری در آن نزدیکی باشند، احتمال چسبیدن لاروها بیشتر می‌شود. هرچه انرژی لارو کمتر شود، در انتخاب محل سخت‌گیری کمتری می‌کند. در نهایت، با ترشح یک ماده چسبناک دیگر، خود را برای همیشه به سطح می‌چسباند و به یک کشتی‌چسب جوان تبدیل می‌شود.

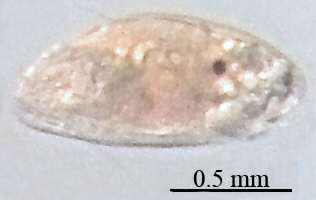
لارو سیپریس Amphibalanus improvisus
آناتومی سیپریس

### بزرگسالی
کشتی‌چسب‌های بی‌ساقه شش صفحه آهکی سخت برای محافظت از بدن خود می‌سازند. آنها بقیه عمر خود را در همان محل می‌مانند و با پاهای پردارشان (سیری) پلانکتون‌ها را از آب می‌گیرند و تغذیه می‌کنند. پس از تبدیل شدن به شکل بالغ، به رشد خود ادامه می‌دهند و مواد جدیدی به صفحات آهکی خود اضافه می‌کنند. این صفحات پوست‌اندازی نمی‌کنند، اما مثل همه بی‌مهرگان پوست‌انداز، کشتی‌چسب هم لایه خارجی خود (کوتیکول) را پوست‌اندازی می‌کند.

### زادآوری

شبه جفت‌گیری: کشتی‌چسب بی‌ساقه از آلت تناسلی بلند خود برای انتقال اسپرم به فرد دیگری در نزدیکی استفاده می‌کند.

بیشتر کشتی‌چسب‌ها نرماده (هرمافرودیت) هستند و هم تخمک و هم اسپرم تولید می‌کنند، اما برخی گونه‌ها یا جنس‌های جداگانه دارند یا نر و هرمافرودیت هستند. تخمدان‌ها در پایه یا ساقه قرار دارند و ممکن است به داخل جبه (بخشی از بدن که اندام‌های داخلی را می‌پوشاند) کشیده شوند، در حالی که بیضه‌ها در پشت سر و اغلب تا داخل سینه قرار دارند. معمولاً، هرمافرودیت‌هایی که اخیراً پوست‌اندازی کرده‌اند، به عنوان ماده عمل می‌کنند. اگرچه خود باروری از نظر تئوری ممکن است، اما در کشتی‌چسب‌ها نادر است.
زندگی بی‌حرکت کشتی‌چسب‌های بی‌ساقه، تولید مثل جنسی را دشوار می‌کند، زیرا نمی‌توانند برای جفت‌گیری از پوسته خود خارج شوند. برای حل این مشکل، آنها آلت تناسلی بسیار بلندی دارند که می‌تواند تا هشت برابر طول بدنشان باشد. البته در سواحل باز، آلت تناسلی کوتاه‌تر و ضخیم‌تر است. جفت‌گیری کشتی‌چسب‌های بی‌ساقه به عنوان شبه جفت‌گیری توصیف می‌شود.
کشتی‌چسب برگی می‌تواند به روش دیگری به نام اسپرم‌ریزی تولید مثل کند. در این روش، کشتی‌چسب نر اسپرم خود را در آب رها می‌کند تا توسط ماده‌ها جذب شود. افراد منزوی و یک چهارم از افراد نزدیک به همسایه از این روش استفاده می‌کنند. این کشف در سال ۲۰۱۳ این باور قدیمی را که کشتی‌چسب‌ها فقط به شبه‌جفت‌گیری یا نرمادگی (هرمافرودیتیسم) محدود هستند، رد کرد.
کشتی‌چسب‌های از نوع ریشه‌سران (ریزوسِفالان) قبلاً نرماده (هرمافرودیت) در نظر گرفته می‌شدند، اما اکنون مشخص شده است که نرهای آنها به بدن ماده‌ها تزریق می‌شوند و به سلول‌های تولیدکننده اسپرم تبدیل می‌شوند.
نمونه: مطالعه نشان داده است که در کشتی‌چسب‌های دریای خزر، هر جانور بالغ احتمالاً به‌طور میانگین ۸ بار در سال تولید مثل می‌کند و در هر بار به‌طور متوسط ۱۳۰۰ عدد تخم تولید می‌کند که بیشترین تعداد تخم در بهار (ماه اردیبهشت) و کمترین آن در فصل زمستان (ماه بهمن) است.

## بوم‌شناسی

### تغذیه
بیشتر کشتی‌چسب‌ها با پالیده‌خواری (فیلتر کردن آب) تغذیه می‌کنند. آن‌ها از درون صدف خود، پاهای پردارشان را (مُژَکcirri) به‌طور مکرر به داخل آب می‌فرستند. این پاها با حرکات موزون خود، پلانکتون‌ها و ذرات غذایی ریز را به داخل صدف می‌کشند تا خورده شوند.

Filter-feeding apparatus of Balanus, showing thoracic appendages adapted as feathery cirri
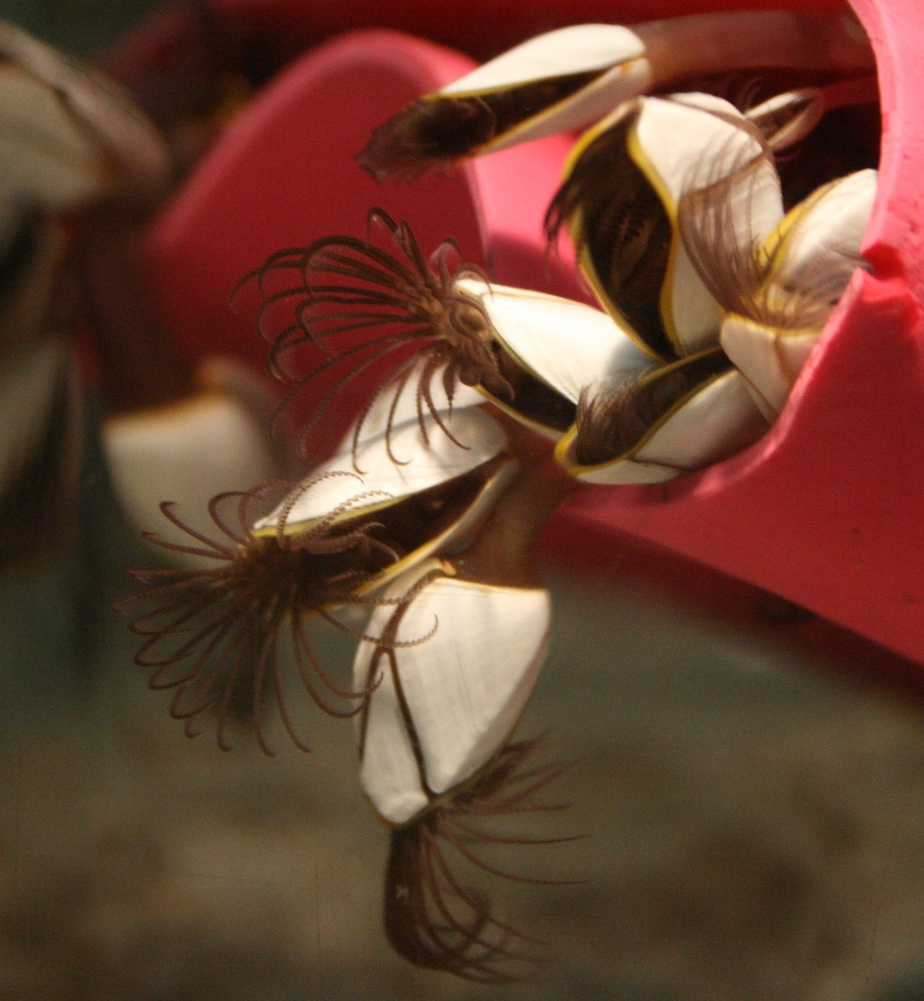
Goose barnacles, with their cirri extended for feeding
- Semibalanus balanoides filter-feeding by projecting and retracting their cirri

### محل زندگی
کشتی‌چسب‌ها را می‌توان در اعماق مختلف آب تا عمق ۶۰۰ متر پیدا کرد، اما بیشتر آن‌ها در آب‌های کم‌عمق، به‌ویژه تا عمق ۱۰۰ متر، زندگی می‌کنند. یک‌چهارم از گونه‌های کشتی‌چسب در پهنه میان‌کشندی (ناحیه‌ای که در جزر و مد زیر آب می‌رود و بیرون می‌آید) زندگی می‌کنند. در این پهنه، گونه‌های مختلف در مکان‌های بسیار خاصی زندگی می‌کنند، به طوری که می‌توان ارتفاع دقیق محل زندگی آن‌ها را نسبت به سطح دریا مشخص کرد.
از آنجایی که پهنه میان‌کشندی به‌طور متناوب خشک می‌شود، کشتی‌چسب‌ها برای مقابله با کم‌آبی سازگار شده‌اند. صدف‌های آهکی آن‌ها ضدآب است و می‌توانند در زمانی که تغذیه نمی‌کنند، دهانه صدف خود را با صفحات متحرک ببندند. دانشمندان معتقدند که پوسته‌های سخت آن‌ها برای محافظت در برابر شکارچیان تکامل یافته است.
یک گروه از کشتی‌چسب‌های غازی به زندگی شناور روی آب عادت کرده‌اند. آن‌ها روی هر جسم شناوری مانند تکه‌های چوب جماعت تشکیل می‌دهند و مانند برخی از کشتی‌چسب‌های بی‌ساقه، به حیوانات دریایی نیز می‌چسبند. گونه‌ای که بیشترین تخصص را در این سبک زندگی دارد، Dosima fascicularis است که سیمانی پر از گاز تولید می‌کند که باعث می‌شود روی سطح آب شناور بماند.

### انگل‌ها

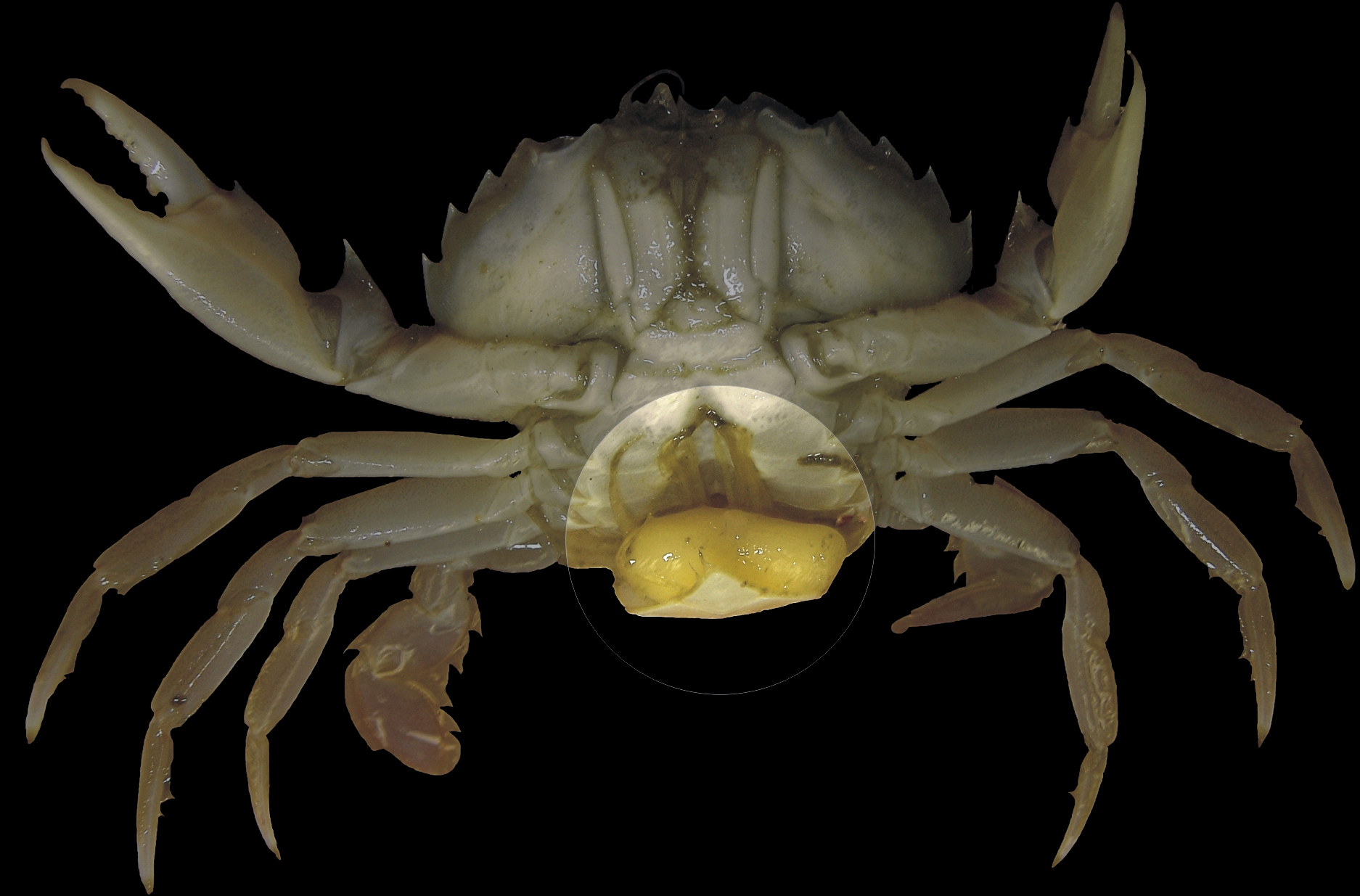
Sacculina carcini (highlighted) parasitising the crab Liocarcinus holsatus.

برخی کشتی‌چسب‌ها، مانند آن‌هایی که به گروه ریشه‌سران تعلق دارند، انگل جانوران دیگر، به ویژه خرچنگ‌ها، هستند. این انگل‌ها ساختار بدنی بسیار ساده‌تری نسبت به خویشاوندان آزادزی خود دارند و فاقد صدف و اندام هستند. آن‌ها با فرستادن رشته‌های سلولی به بدن میزبان خود، از آن تغذیه می‌کنند.

### رقابت

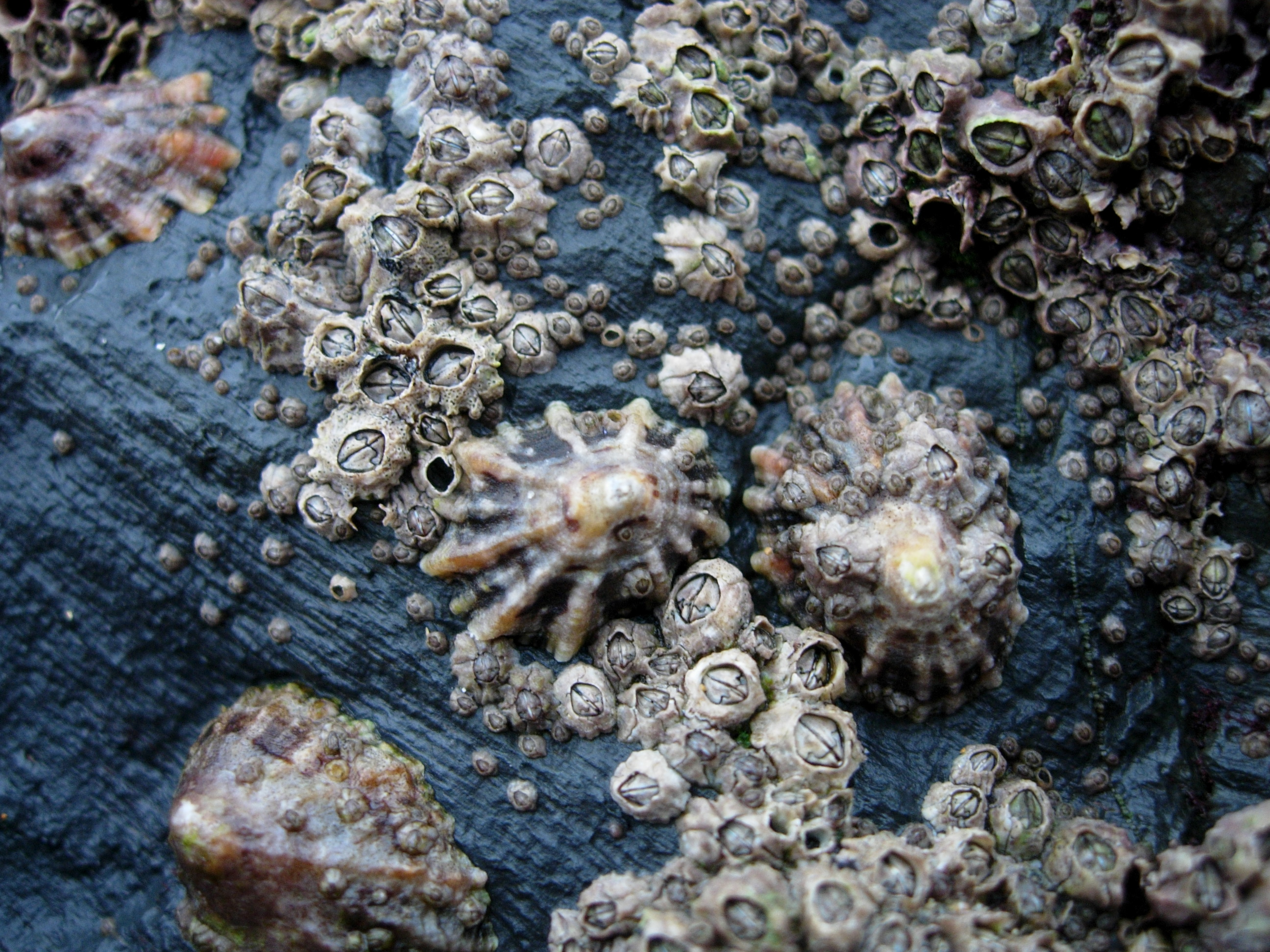
Barnacles and limpets compete for space in the intertidal zone

کشتی‌چسب‌ها برای فضا با خاره‌چسب‌ها و صدف سیاه رقابت می‌کنند. آن‌ها برای غلبه بر رقبای خود از دو راهکار استفاده می‌کنند: «غرق کردن» و رشد سریع. در استراتژی غرق کردن، تعداد زیادی کشتی‌چسب به‌طور همزمان در یک مکان مستقر می‌شوند و سطح وسیعی را می‌پوشانند تا بخت بقای برخی از آن‌ها بیشتر شود. رشد سریع به آن‌ها اجازه می‌دهد که به سطوح بالاتری از آب نسبت به رقبای خود برسند و به اندازه‌ای بزرگ شوند که در برابر جابجایی مقاومت کنند. گونه‌هایی که از این روش استفاده می‌کنند، مانند Megabalanus، می‌توانند تا ۷ سانتی‌متر رشد کنند.
رقبای کشتی‌چسب‌ها ممکن است شامل دیگر کشتی‌چسب‌ها نیز باشند. Balanoids در دوره الیگوسن به دلیل تکامل اسکلت‌های لوله‌ای که لنگرگاه بهتری را برایشان فراهم می‌کرد و به آن‌ها اجازه می‌داد سریع‌تر رشد کنند، بر chthalamoids برتری یافتند.

### شکارچیان و انگل‌ها
کشتی‌چسب‌ها دشمنان و انگل‌های زیادی دارند. یکی از شکارچیان اصلی آن‌ها، حلزون‌های نفیر هستند که می‌توانند پوسته سخت کشتی‌چسب را بشکنند و از بدن نرم داخل آن تغذیه کنند. لاروهای کشتی‌چسب هم توسط جانوران کف‌زی پالیده‌خوار مانند صدف سیاه و کوزه‌داران خورده می‌شوند. علاوه بر این، ستاره دریایی Pisaster ochraceus نیز از شکارچیان کشتی‌چسب‌ها است. یک نوع کشتی‌چسب ساقه‌دار به نام Chaetolepas calcitergum، پوسته سخت ندارد اما حاوی مقدار زیادی برم سمی است که می‌تواند شکارچیان را دفع کند. همچنین، یک نوع کرم پهن به نام Stylochus که شکارچی اصلی صدف‌های جوان است، در کشتی‌چسب‌ها نیز یافت شده است. انگل‌های کشتی‌چسب‌ها شامل انواع مختلفی از تک‌یاختگان، قارچ‌ها، کرم‌های پهن و یک نوع جورپای انگلی به نام Hemioniscus balani هستند.

### تاریخچه طبقه‌بندی

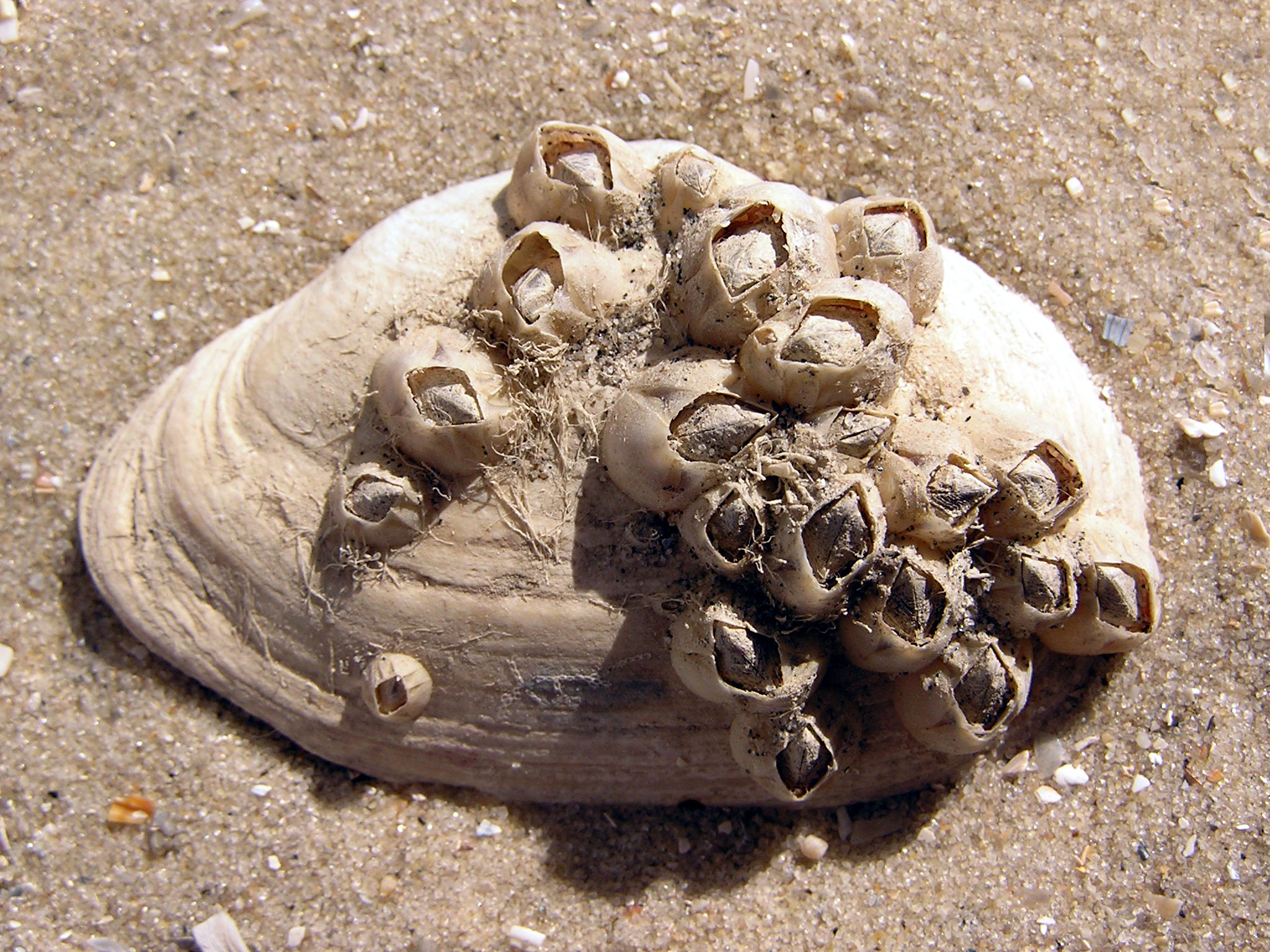
Balanus improvisus, one of the many barnacle taxa described by Charles Darwin, on a bivalve shell

در ابتدا، دانشمندانی مانند لینه و کوویه، کشتی‌چسب‌ها را در گروه نرم‌تنان طبقه‌بندی کردند. اما در سال ۱۸۳۰، جان واگان تامپسون با مشاهده دگردیسی لاروهای کشتی‌چسب به شکل بالغ، متوجه شد که این لاروها شبیه لاروهای سخت‌پوستان هستند. در سال ۱۸۳۴، هرمان بورمایستر این یافته‌ها را مجدداً بررسی کرد و کشتی‌چسب‌ها را از گروه نرم‌تنان به گروه بندپایان منتقل کرد. این موضوع نشان داد که برای طبقه‌بندی صحیح این موجودات، نیاز به مطالعات دقیق‌تری است.
چارلز داروین در سال ۱۸۴۶ این چالش را پذیرفت و یک مطالعه جامع در مورد کشتی‌چسب‌ها انجام داد که نتایج آن در سال‌های ۱۸۵۱ و ۱۸۵۴ به صورت یک سری تک‌نگاشت منتشر شد. او این مطالعه را به پیشنهاد دوست گیاه‌شناس خود، جوزف دالتون هوکر، انجام داد. هدف داروین این بود که قبل از ارائه نظریه تکامل خود، حداقل یک گونه را به‌طور کامل درک کند. این تحقیقات چنان داروین را درگیر کرده بود که پسرش تصور می‌کرد همه پدرها همین‌طور هستند و از دوستانش می‌پرسید که پدرشان کجا روی کشتی‌چسب‌ها کار می‌کند. در پایان تحقیقات، داروین گفت: «من از کشتی‌چسب‌ها به اندازه‌ای متنفرم که هیچ‌کس تا به حال از آن‌ها متنفر نبوده است.»

## فرگشت
کشتی‌چسب‌ها از دوران بسیار قدیم، یعنی حدود ۳۳۰ تا ۳۲۰ میلیون سال پیش در میانه دوره کربنیفر، روی زمین وجود داشته‌اند. قدیمی‌ترین فسیل قطعی کشتی‌چسب مربوط به گونه‌ای به نام Praelepas است. البته، فسیل‌های قدیمی‌تری مانند Priscansermarinus از دوره کامبرین میانی (حدود ۵۱۰ تا ۵۰۰ میلیون سال پیش) نیز وجود دارند که ادعا می‌شود متعلق به کشتی‌چسب‌ها هستند، اما این فسیل‌ها ویژگی‌های ظاهری واضحی از کشتی‌چسب‌ها را نشان نمی‌دهند.
کشتی‌چسب‌ها در اواخر دوره کرتاسه برای اولین بار تنوع و گسترش یافتند، اما بزرگ‌ترین دوره شکوفایی و تنوع آن‌ها از دوره نئوژن آغاز شد و تا به امروز ادامه دارد. این تنوع و تکامل به کشتی‌چسب‌ها اجازه داده است تا در محیط‌های مختلف دریایی زندگی کنند و به یکی از موفق‌ترین گروه‌های جانوری در اقیانوس‌ها تبدیل شوند.

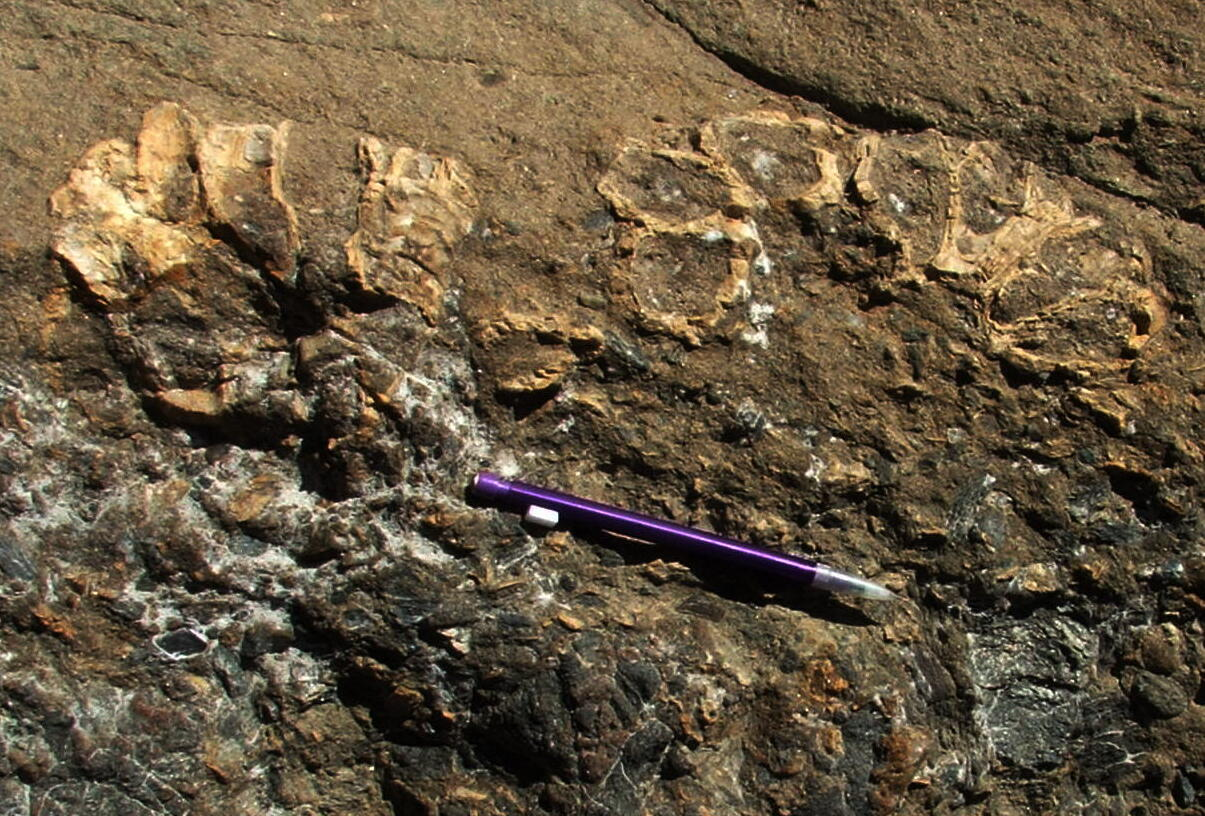
Miocene (Messinian) Megabalanus, smothered by sand and fossilised
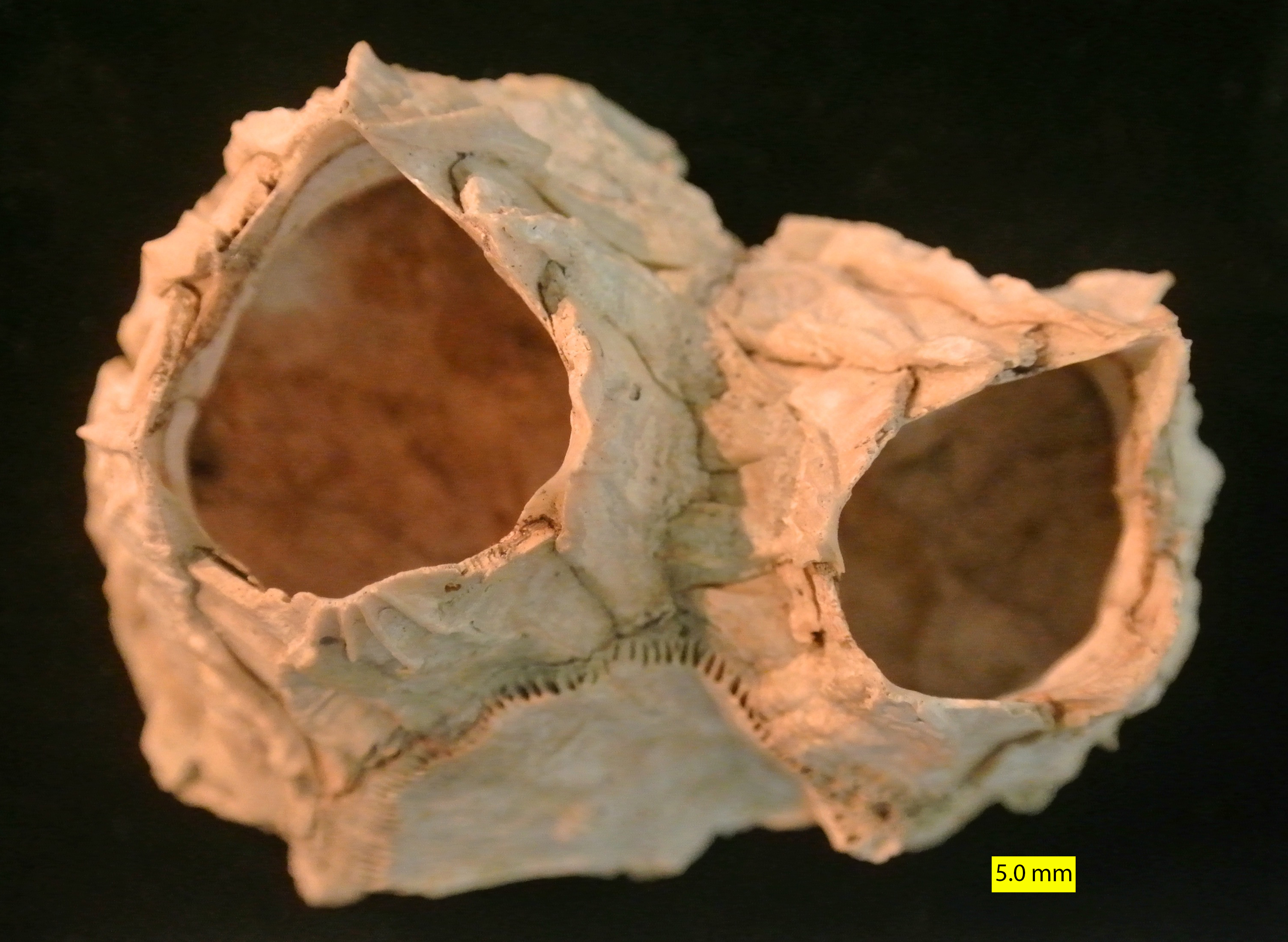
Chesaconcavus, a Miocene barnacle from Maryland
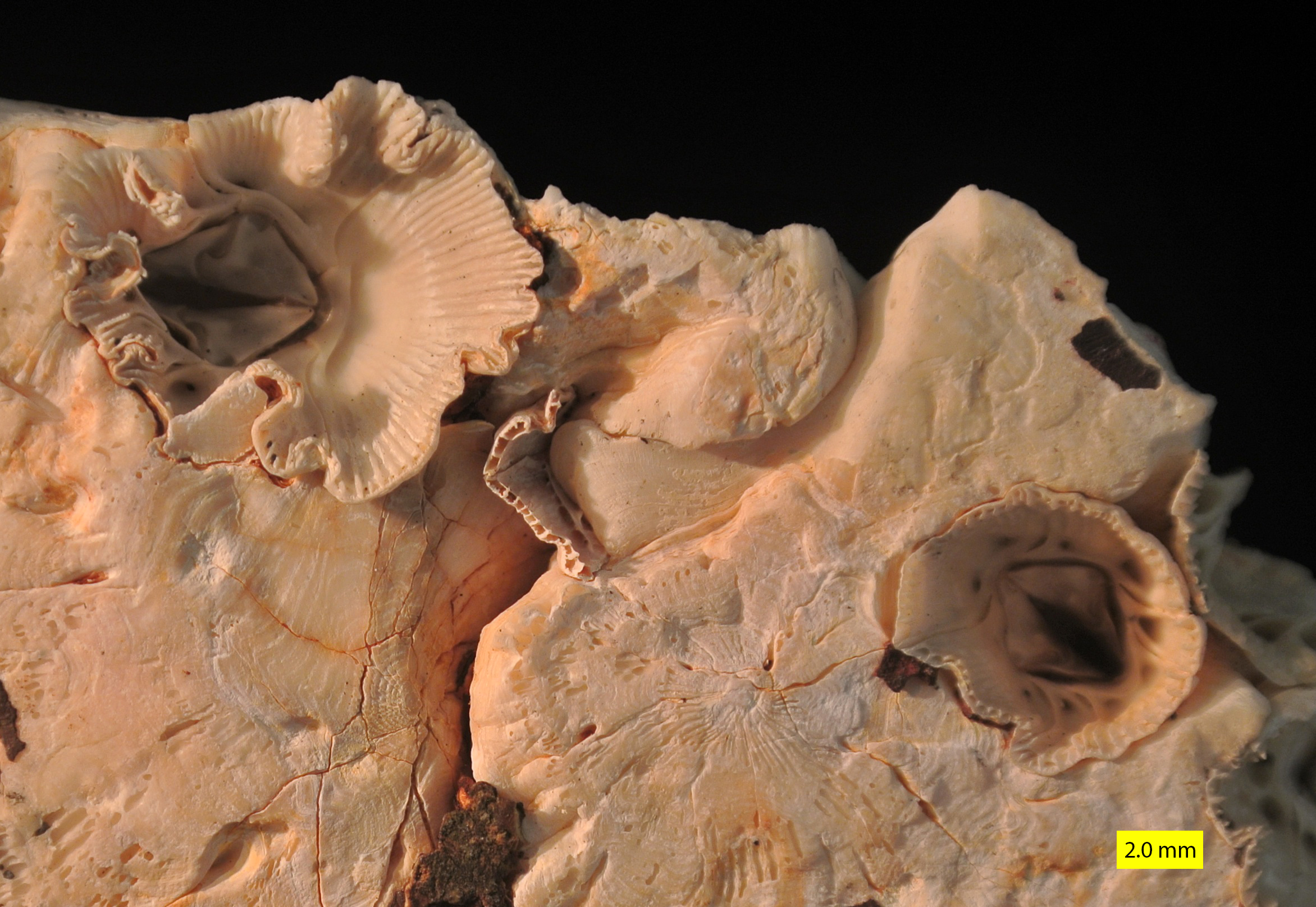
Underside of large Chesaconcavus showing internal plates in bioimmured smaller barnacles

### زیست‌چسبی
کشتی‌چسب‌ها از نظر اقتصادی اهمیت دارند، زیرا اغلب خود را به سازه‌های ساخته دست بشر، به ویژه کشتی‌ها، می‌چسبانند. این چسبیدن به بدنه کشتی‌ها باعث افزایش مقاومت در برابر آب و کاهش کارایی آن‌ها می‌شود.

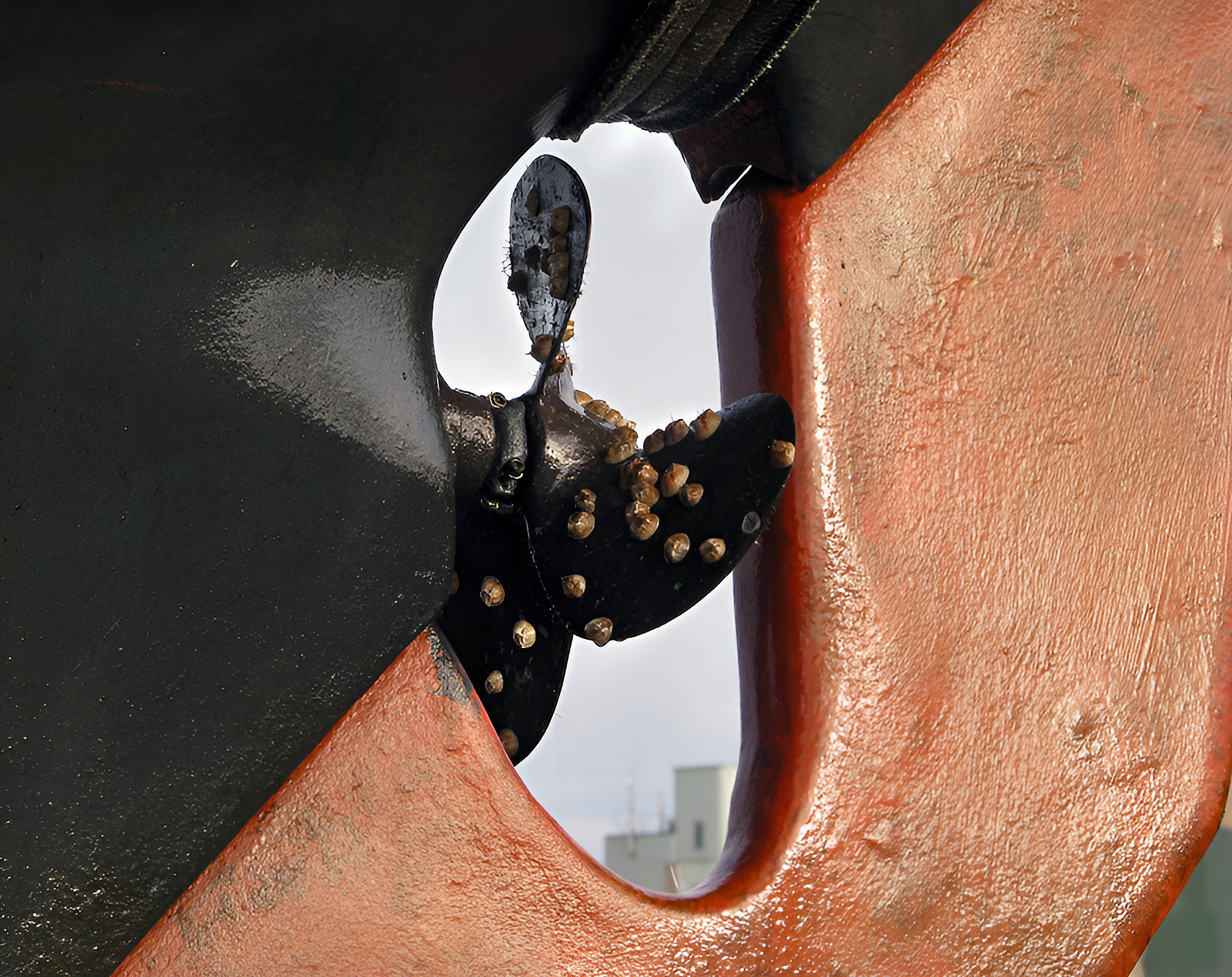
بارناکل‌ها روی پروانه قایق
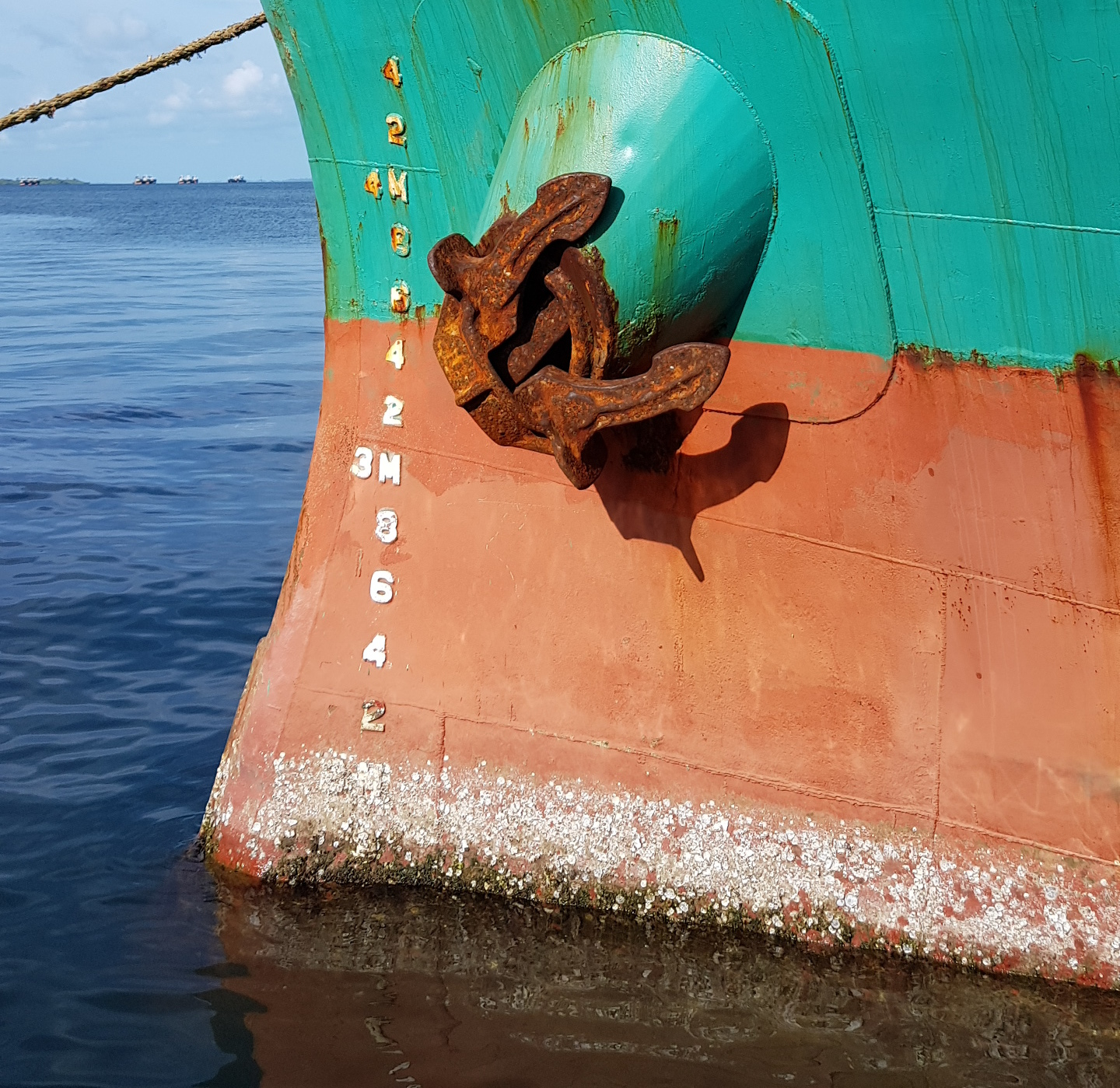
صدف‌های دریایی روی کشتی. رسوبات زیستی حاصل از آن باعث ایجاد نیروی اصطکاک، کاهش سرعت کشتی و کاهش راندمان سوخت آن می‌شود.

### به عنوان غذا
گوشت برخی از کشتی‌چسب‌ها، به ویژه کشتی‌چسب‌های غازی، در برخی کشورها مانند اسپانیا و پرتغال به عنوان یک غذای لذیذ مصرف می‌شود. در شیلی نیز یک نوع کشتی‌چسب غول‌پیکر به نام picoroco به صورت تجاری صید می‌شود.

### کاربردهای فناوری
محققان مؤسسه فناوری ماساچوست (MIT) با الهام از چسب طبیعی تولید شده توسط کشتی‌چسب‌ها، یک چسب قوی ساخته‌اند که می‌تواند به سرعت خونریزی را بند بیاورد.

### ردیابی
ایزوتوپ‌های پایدار موجود در لایه‌های پوسته کشتی‌چسب‌ها می‌توانند به عنوان یک روش ردیابی برای نهنگ‌ها، لاک‌پشت‌های سرخ و زباله دریایی مانند لاشه کشتی‌ها یا هواپیماها استفاده شوند.

### در فرهنگ
در گذشته، مردم تصور می‌کردند که غازهای گونه‌سفید از کشتی‌چسب‌های غازی بیرون می‌آیند. این باور به دلیل ناآگاهی از مهاجرت پرندگان شکل گرفته بود و تا قرن‌ها ادامه داشت. در سال‌های اخیر، Barnacle Bill به یک شخصیت کمدی در فرهنگ دریانوردی تبدیل شده است و چندین فیلم و آهنگ به نام او ساخته شده است. همچنین، جان دبلیو گاردنر، اصلاح‌طلب سیاسی، مدیران میانی را که در موقعیت راحتی قرار می‌گیرند و دیگر رشد نمی‌کنند، به کشتی‌چسب تشبیه کرده است.

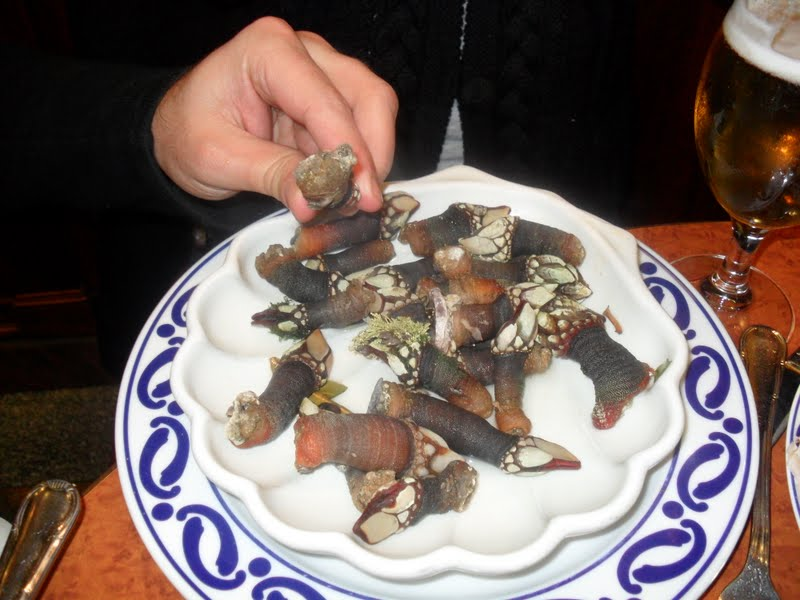
A dish of goose barnacles in a restaurant in Spain
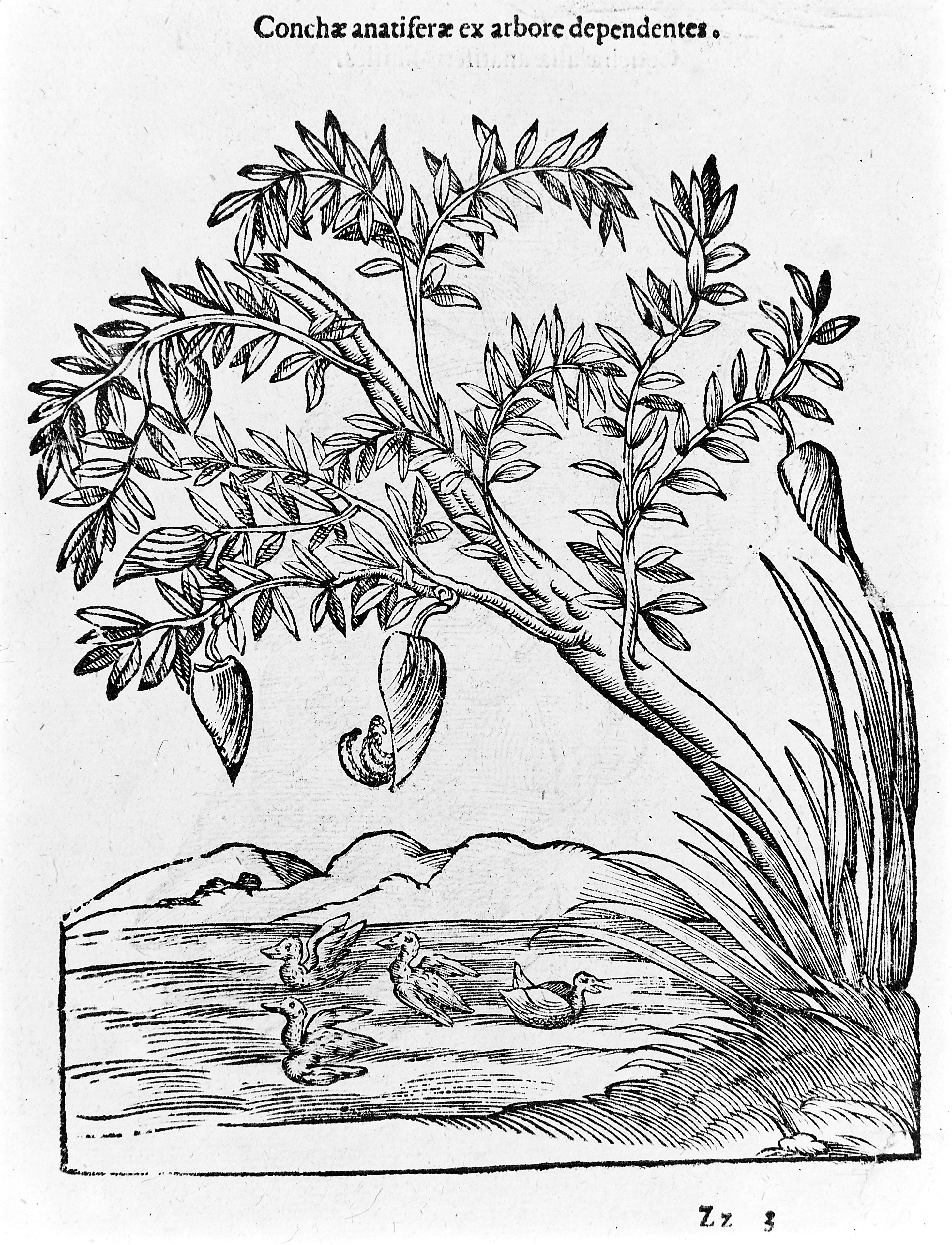
Barnacle geese being "born" from conchae anatiferae (goose-bearing shells) by the sea, then swimming away. Ulisse Aldrovandi, 16th century
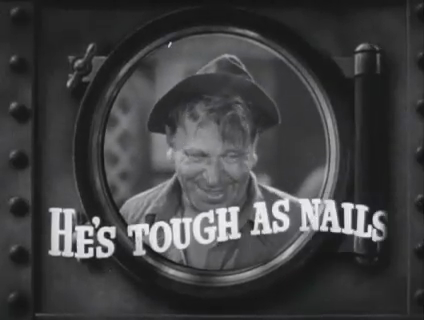
Wallace Beery as the title character in Barnacle Bill (1941)